# Сотрудничество почтовых администраций малых европейских стран
Сотрудничество почтовых администраций малых европейских стран (SEPAC; англ. Small European Postal Administration Cooperation, также Small European Postal Administration Cooperations; также Small European Postal Administrations Cooperation) — ассоциация 13 европейских почтовых администраций: Аландских островов, Фарерских островов, Гибралтара, Гренландии, Гернси, Исландии, острова Мэн, Джерси, Лихтенштейна, Люксембурга, Мальты, Монако и Ватикана. Первоначально Люксембург не был членом SEPAC, но присоединился к ней в конце 2006 года. Сан-Марино приняло решение выйти из ассоциации и с марта 2020 года больше не является её членом. SEPAC меньше PostEurop.

## История
В 1994 году владелец филателистического агентства Паоло де Роза (Paolo de Rosa) организовал ежегодную конференцию малых почтовых администраций, интересы которых он представлял в то время, для обсуждения различных филателистических вопросов, представляющих интерес для почтовых администраций малых стран. После продажи Паоло де Роза принадлежащего ему филателистического агентства компании Afinsa эти почтовые администрации организовали проведение своей собственной ежегодной конференции SEPAC. Первая ежегодная конференция почтовых администраций SEPAC, на которой присутствовали делегаты тех же самых почтовых администраций, которые принимали участие в конференции де Роза, была проведена в 1999 году.

## Критерии членства
Для членства в ассоциации необходимо соответствие следующим критериям:
- Почтовая администрация должна находиться в Европе.
- Почтовая администрация должна быть независимой.
- У почтовой администрации должен быть небольшой внутренний рынок, при этом более 50% покупателей филателистических материалов которой живут за пределами страны.

## Секретарь SEPAC
Секретарем SEPAC является Андре Валентайн (Andrée Valentine), глава филателистической службы Jersey Post.

## Организации-участницы
| Страна            | Почтовая организация                      |
| ----------------- | ----------------------------------------- |
| Аландские острова | Åland Post                                |
| Фарерские острова | Postverk Føroya                           |
| Гибралтар         | Королевское почтовое ведомство Гибралтара |
| Гренландия        | Почта Гренландии                          |
| Гернси            | Guernsey Post                             |
| Исландия          | Íslandspóstur                             |
| Остров Мэн        | Isle of Man Post Office                   |
| Джерси            | Jersey Post                               |
| Лихтенштейн       | Почта Лихтенштейна                        |
| Люксембург        | Почта Люксембурга                         |
| Мальта            | Почта Мальты                              |
| Монако            | La Poste de Monaco                        |
| Ватикан           | Почта Ватикана                            |

## Совместные выпуски SEPAC
Первый совместный выпуск почтовых марок SEPAC состоялся 1 октября 2007 года, следующий — в 2009 году; шестой — в сентябре 2015 года. Сан-Марино и Ватикан не участвуют в этих выпусках.
| Год  | Страны-участницы | Тема                                   |
| ---- | ---------------- | -------------------------------------- |
| 2007 | 11               | Виды I                                 |
| 2009 | 12               | Виды II                                |
| 2011 | 12               | Виды III                               |
| 2013 | 12               | Животные                               |
| 2014 | 12               | Цветы                                  |
| 2015 | 12               | Культура                               |
| 2016 | 12               | Времена года                           |
| 2017 | 12               | Местные ремёсла                        |
| 2018 | 12               | Живописные виды                        |
| 2019 | 11               | Старые жилые дома                      |
| 2020 | 11               | Искусство из государственной коллекции |
| 2021 | 10               | Исторические карты                     |
| 2022 |                  | Местные напитки                        |
| 2023 | 9                | Традиционные рынки                     |